# 國際天球參考架
國際天球參考架（International Celestial Reference Frame，ICRF）是天體測量學使用電波觀測到的參考源實現的國際天球參考系（ICRS）。在國際天球參考系的上下文中，參考架是參考系的物理實現，即參考架是參考源報告的坐標集，使用的是國際天球參考系所規定的程式。
國際天球參考架是以太陽系質心為中心的準慣性參考系，它的軸心是星系天文學使用特長基線干涉測量法進行觀測，測量所得到的外星系（主要是類星體）位置來定義的。雖然廣義相對論意味著在萬有引力天體的周圍沒有真正的慣性架，但是國際天球參考架是很重要的，因為用於定義參考架的天體距離都非常遙遠，因此它沒有表現出任何可測量的角運動。現在，國際天球參考架是用於定義行星（包括地球）和其它天體位置的標準參考架。

## ICRF1
最早的國際天球參考架（ICRF），現在稱為ICRF1，是在1998年1月1日獲得國際天文學聯合會（IAU）通過的。ICRF1有一個角度大約250微角秒（μas）的雜訊底板，參考軸的穩定性約為20μas；相較於來自第五基本星表（FK5）的參考框架，有了一個數量級的改進。 ICRF1除了包含212個定義源的位置，還包括396個非定義源的位置做為參考。這些位置資料的來源，在以後延伸的目錄中進行了一些調整。雖然第五基本星表的精確度較低，ICRF1認同第五基本星表"J2000.0"框架的方向。

## ICRF2
在2009年建立的更新參考架稱為ICRF2。這次更新是國際天文學聯合會、國際地球自轉服務和國際大地測量和天體測量國際VLBI服務聯合的合作。ICRF2由295個緻密電波源（其中97個也在ICRF1的定義源中）定義位置。ICRF2與ICRF1-Ext2（ICRF1的第二次擴展）調準，這兩個參考框架共有138個相同的定義源。ICRF2也包含使用特長基線干涉測量法測量的3,413個非定義源。ICRF2的雜訊地板約為40μas，軸穩定性約為10μas。ICRF2的維護將由295個具有特別好的位置穩定性和明確空間結構的295個來源完成。 
用來得出參考架的資料來自特長基線干涉測量法從1979年至2009年，大約30年的觀測結果。電波觀測同時記錄S波短（2.3GHz）和X波段（8.4GHz）的觀測資料，以便校正電離層的效應。觀測結果在每一對望遠鏡之間進行了約650萬次的群延遲測量。群延遲測量是考慮大氣和地球物理過程的軟體處裡。參考源的位置被視為未知數，通過群延遲組裡的最小化均方誤差來解決。這個解決方案用來約制國際地表參考系統（ITRF2008）和地球定向參數（EOP）系統保持一致。

## ICRF3
ICRF3是國際天球參考架第三次的重大修正，於2018年8月由國際天文學聯合會通過，自2019年1月1日起生效。建模時結合了太陽系對銀河中心的加速度，這是ICRF2所沒有的新功能。ICRF3 包含4,536個外星系源的位置，其中303個已經確定為定義源。ICRF3也增加了南天的定義源數量。

## 外部連結
- ICRF page from the International Earth Rotation Service （页面存档备份，存于）
- Non-technical ICRS and ICRF overview（页面存档备份，存于）
- IERS Conventions 2003 (defines ICRS and other related standards)（页面存档备份，存于）